# Бекренево (Грязовецкий район)
Бекренево — деревня в Грязовецком районе Вологодской области.
Входит в состав Сидоровского муниципального образования, с точки зрения административно-территориального деления — в Сидоровский сельсовет.
Расстояние по автодороге до районного центра Грязовца — 49 км, до центра муниципального образования Сидорово — 1 км. Ближайшие населённые пункты — Большой Дор, Бакшино, Горицы, Сидорово, Мартыново.
По переписи 2002 года население — 59 человек (27 мужчин, 32 женщины). Всё население — русские.